# Pine Valley (Nova Jérsei)
Pine Valley é um distrito localizado no estado americano de Nova Jérsei, no Condado de Camden.

## Demografia
Segundo o censo americano de 2000, a sua população era de 20 habitantes.
Em 2006, foi estimada uma população de 23, um aumento de 3 (15.0%).

## Geografia
De acordo com o United States Census Bureau tem uma área de
2,5 km², dos quais 2,5 km² cobertos por terra e 0,0 km² cobertos por água.

## Localidades na vizinhança
O diagrama seguinte representa as localidades num raio de 8 km ao redor de Pine Valley.